# فندقه بالدار

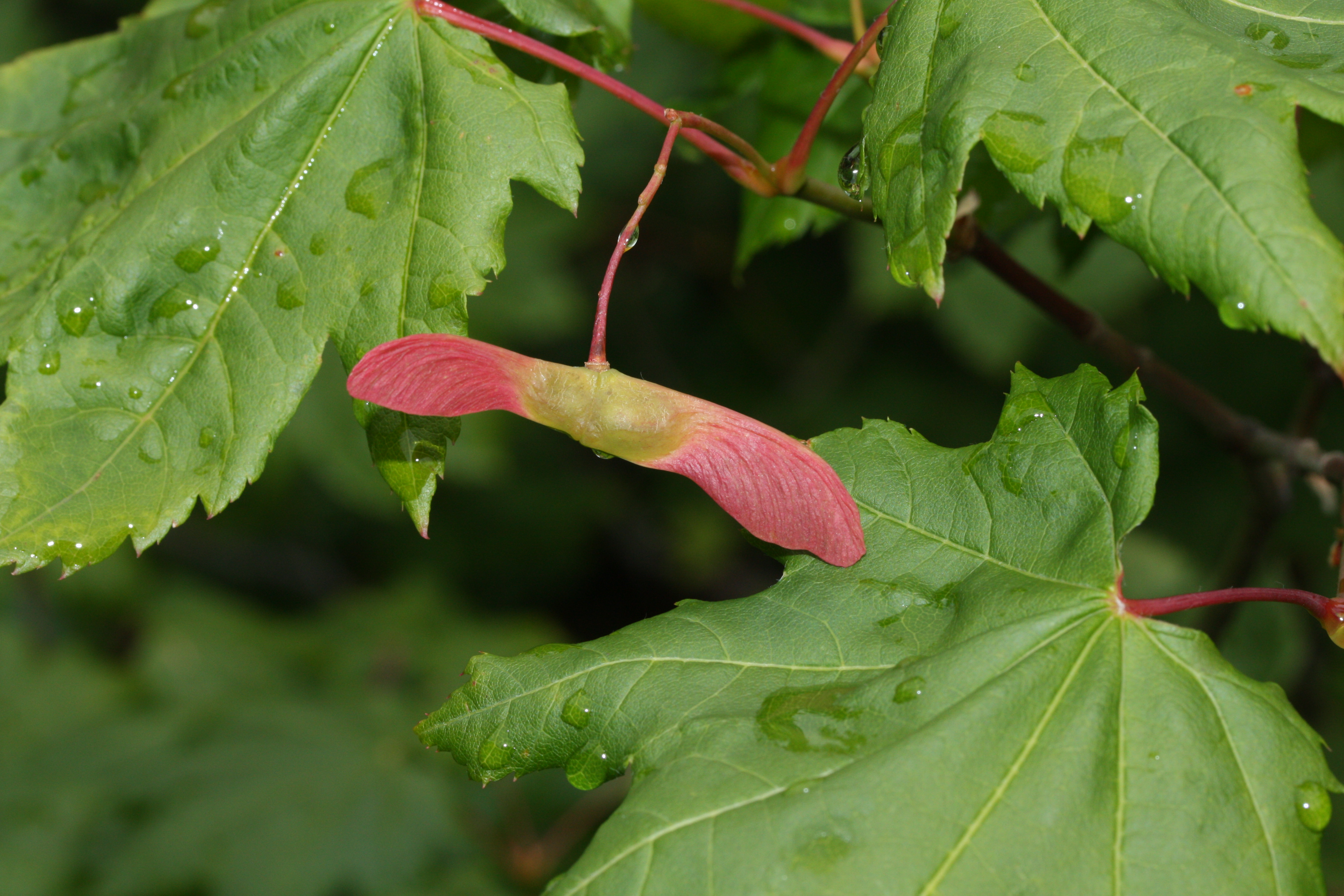

فندقه بالدار (انگلیسی: Samara) نوعی میوه فندقه است که پیرابَر آن به شکل بال غشایی گسترش یافته است و به‌آسانی با باد پخش می‌شود.

## نگارخانه

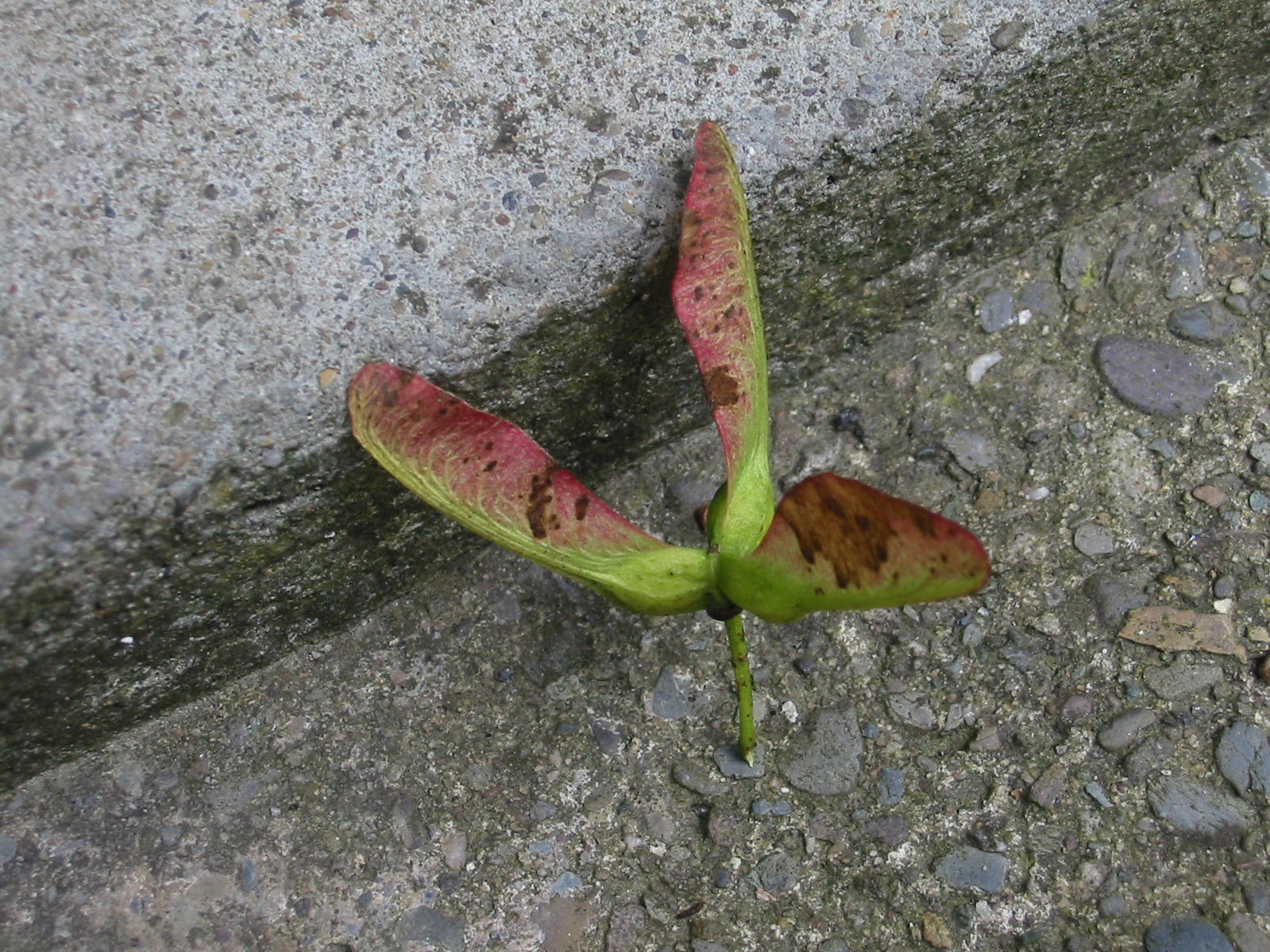
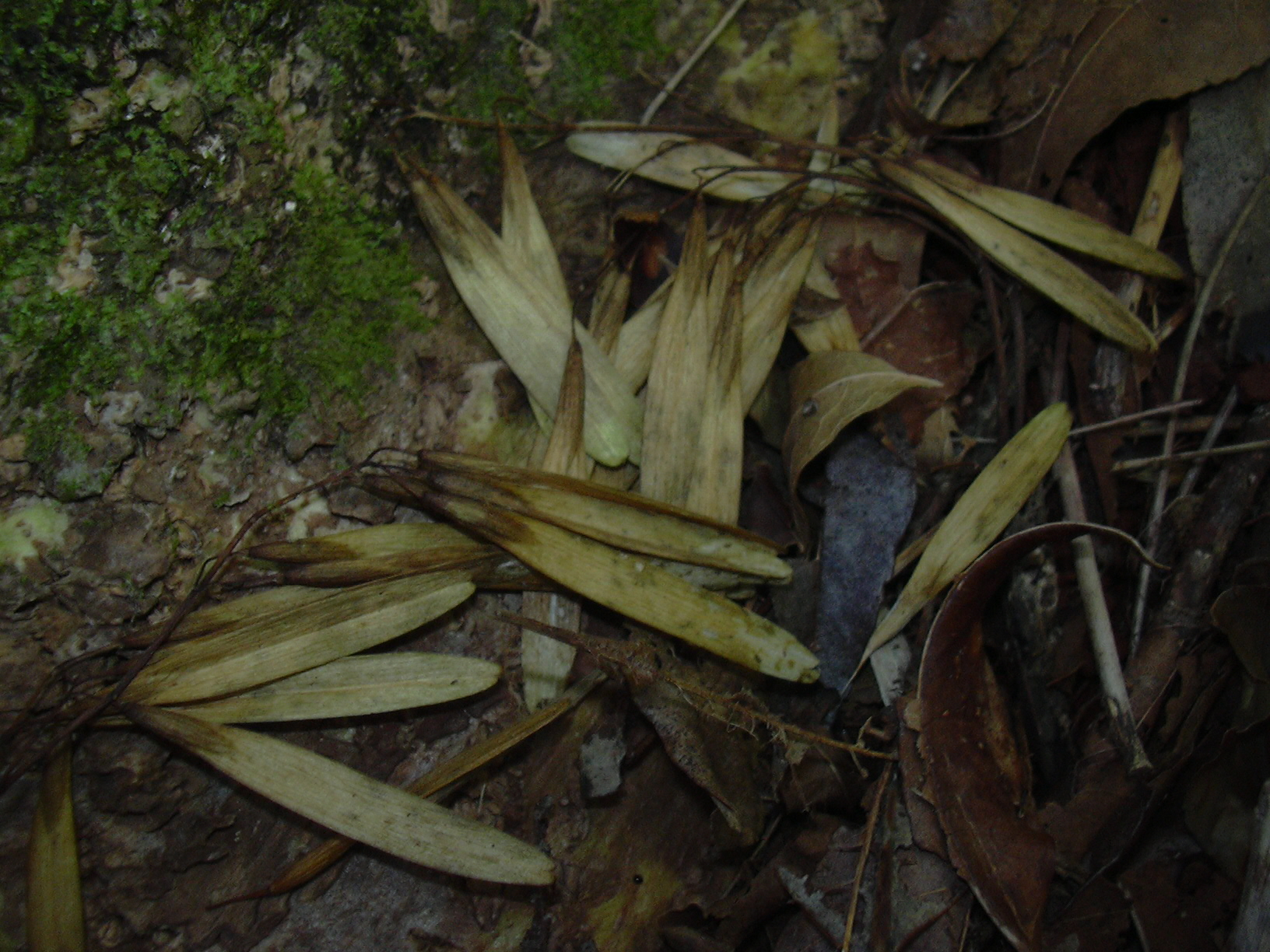
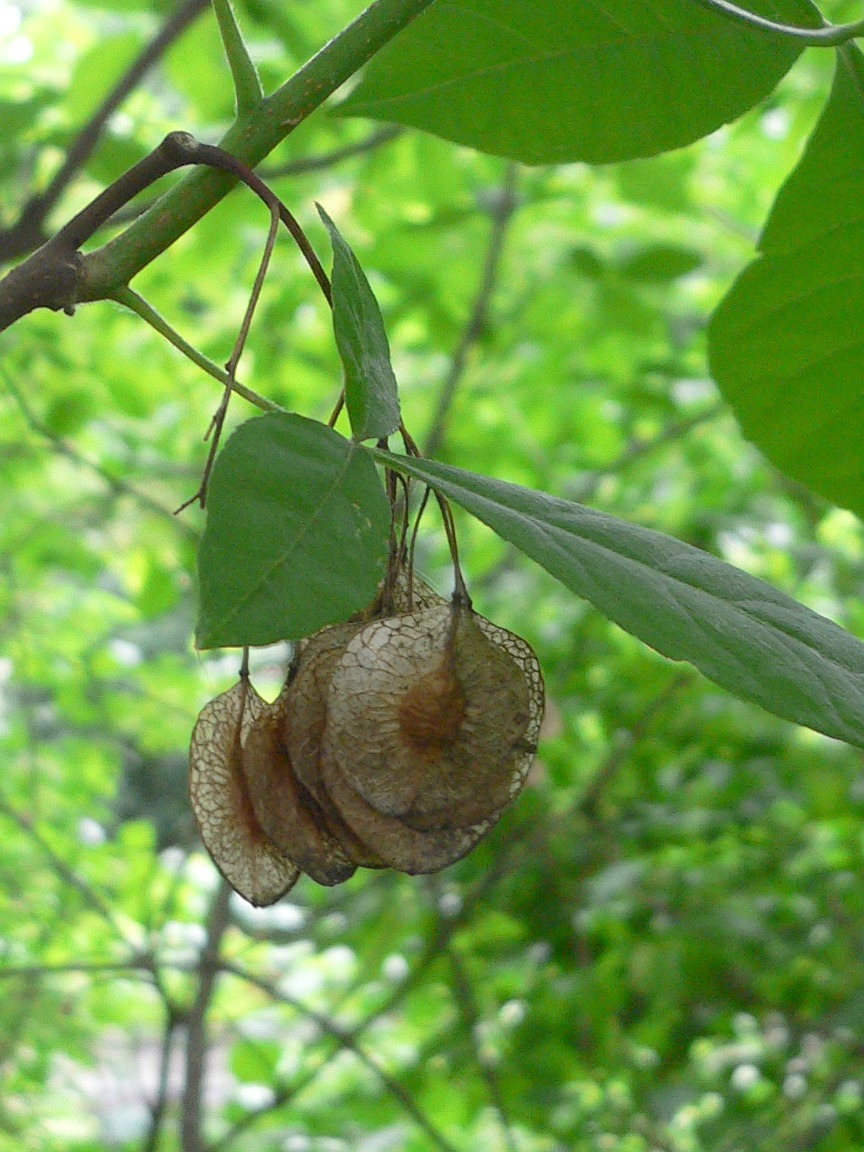
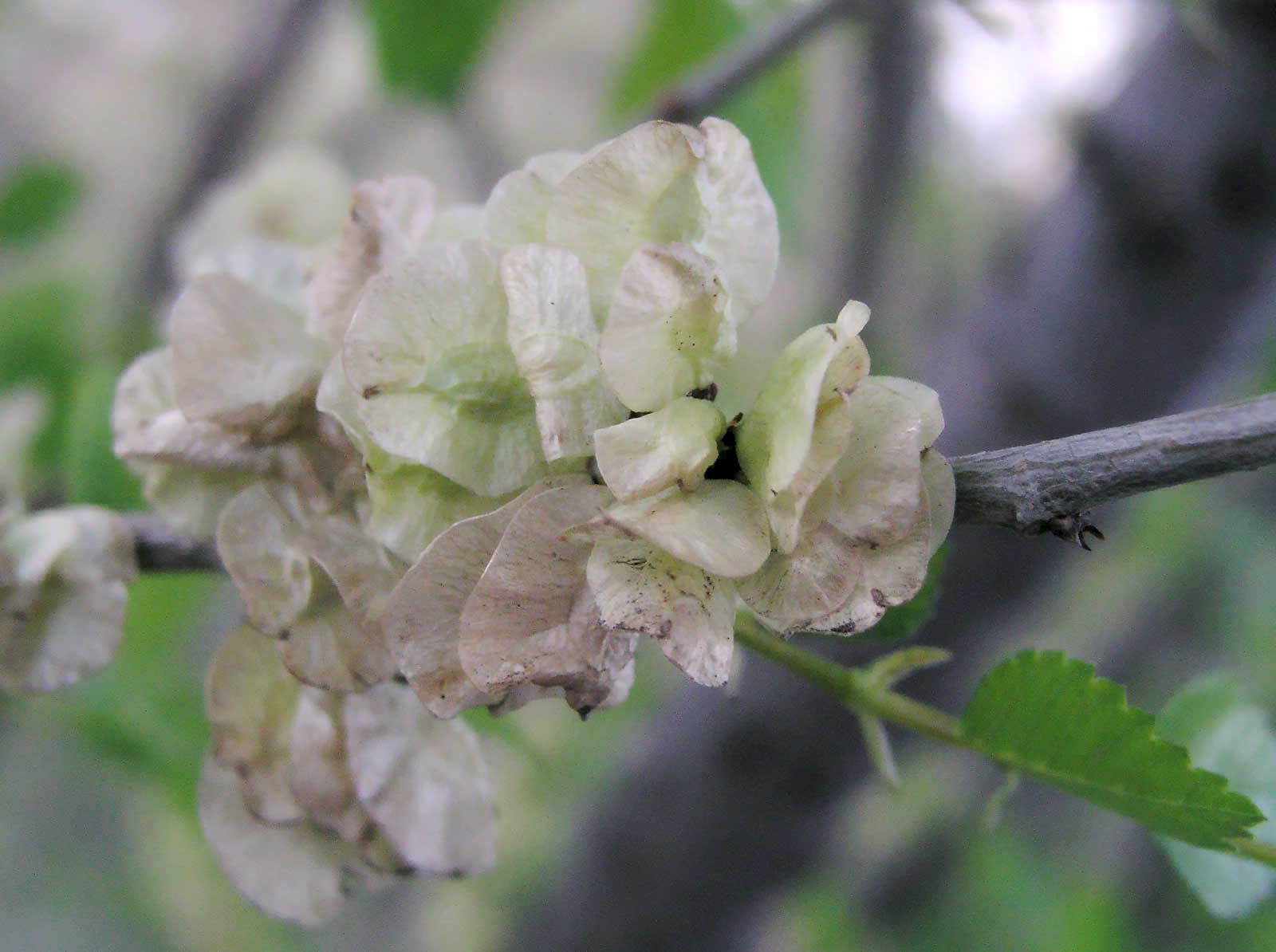